# بنجامین فرانکلین (مجموعه تلویزیونی)
بنجامین فرانکلین (انگلیسی: Benjamin Franklin) یک مجموعه تلویزیونی کوتاه به کارگردانی گلن جردن محصول سال ۱۹۷۴ است.
این مجموعه تلویزیونی که در سال ۱۹۷۴ در ۸ قسمت از شبکه سی‌بی‌اس ایالات متحده آمریکا پخش شده دربارهٔ زندگی بنجامین فرانکلین ساخته شده‌است.
مجموعه بنجامین فرانکلین برنده جایزه امی ساعات پربیننده برای مجموعه تلویزیونی کوتاه در سال ۱۹۷۵ شده است.

## بازیگران
- ویلی آمس در نقش Franklin at age 12
- بو بریجز در نقش Franklin the young man
- ادی آلبرت در نقش Franklin the diplomat
- ریچارد ویدمارک در نقش Franklin the rebel
- ملوین داگلاس در نقش Franklin the elder statesman